# Walther Gerlach
Walther Gerlach (1. srpna 1889 – 10. srpna 1979) byl německý fyzik, který se spolu s Otto Sternem roku 1922 spolupodílel na Sternově–Gerlachově pokusu, jenž dokázal prostorové kvantování magnetického momentu atomu.

## Životopis
Walther Gerlach se narodil v místní části Wiesbadenu, Biebrichu, v dnešní spolkové zemi Porýní-Falc. Od roku 1908 studoval na Univerzitě Eberharda Karla v Tübingenu, kde také v roce 1912 získal doktorát. Tématem jeho disertační práce bylo měření radiace. Poté dál pracoval jako asistent svého učitele Friedricha Paschena a v roce 1916, již během své vojenské služby, se na této univerzitě též habilitoval a stal se zde soukromým docentem. V letech 1915 – 1918, během 1. světové války sloužil Gerlach v německé císařské armádě. Na univerzitě v Jeně se pod vedením fyzika Maxe Wiena podílel na výzkumu bezdrátové telegrafie.
V roce 1917 se Gerlach stal soukromým docentem na univerzitě v Göttingenu. V letech 1919 – 1920 byl vedoucím fyzikální laboratoře továrny na syntetické barvy Elberfeld. Roku 1920 se stal lektorem a odborným asistentem na Univerzitě Johanna Wolfganga Goetheho ve Frankfurtu nad Mohanem. Následujícího roku se zde stal mimořádným profesorem.
V listopadu téhož roku (1921) objevil společně s Otto Sternem prostorové kvantování magnetického momentu atomu.
V roce 1925 se Gerlach stal řádným profesorem na univerzitě v Tübingenu. Na tomto místě nahradil svého učitele Friedricha Paschena. V roce 1929 se stal řádným profesorem na Univerzitě Ludvíka Maxmiliána v Mnichově. Na tomto místě setrval až do května 1945, kdy jej zatkli příslušníci americké a britské armády.
Od května 1945 do ledna 1946 byl Gerlach jako významný německý jaderný fyzik internován v rámci tajných operací Alsos a Epsilon v Belgii a ve Spojeném království. Po návratu do Německa v roce 1946 se stal hostujícím profesorem na univerzitě v Bonnu. Od roku 1948 se stal řádným profesorem experimentální fyziky a vedoucím katedry fyziky na univerzitě v Mnichově. Tuto funkci zastával až do roku 1957. Od roku 1948 do roku 1951 byl též rektorem univerzity. Mimoto zastával ještě řadu dalších významných vědeckých funkcí.
V roce 1957 byl Walther Gerlach signatářem takzvaného Göttingenského manifestu, v němž 18 předních západoněmeckých jaderných fyziků protestovalo proti vyzbrojování Západního Německa atomovými zbraněmi.
Walther Gerlach zemřel v Mnichově v roce 1979.